# Trenhotel

Il logo di Renfe Trenhotel

Trenhotel è un marchio commerciale che si riferisce al servizio di treni notturni di lunga percorrenza effettuati nella penisola iberica dalla Renfe fino al 2020, che includeva tutta una serie di servizi tipici dell'orario notturno: carrozze con cuccette o vagoni letto con scompartimenti indipendenti comprendenti wc, doccia e lavabo oltre a dispositivi d'intrattenimento audiovisivi, telefono e l'assistenza di personale qualificato. La composizione dei Trenhotel includeva generalmente una carrozza ristorante ed il treno era adattato per consentire l'accesso alle persone con mobilità ridotta.

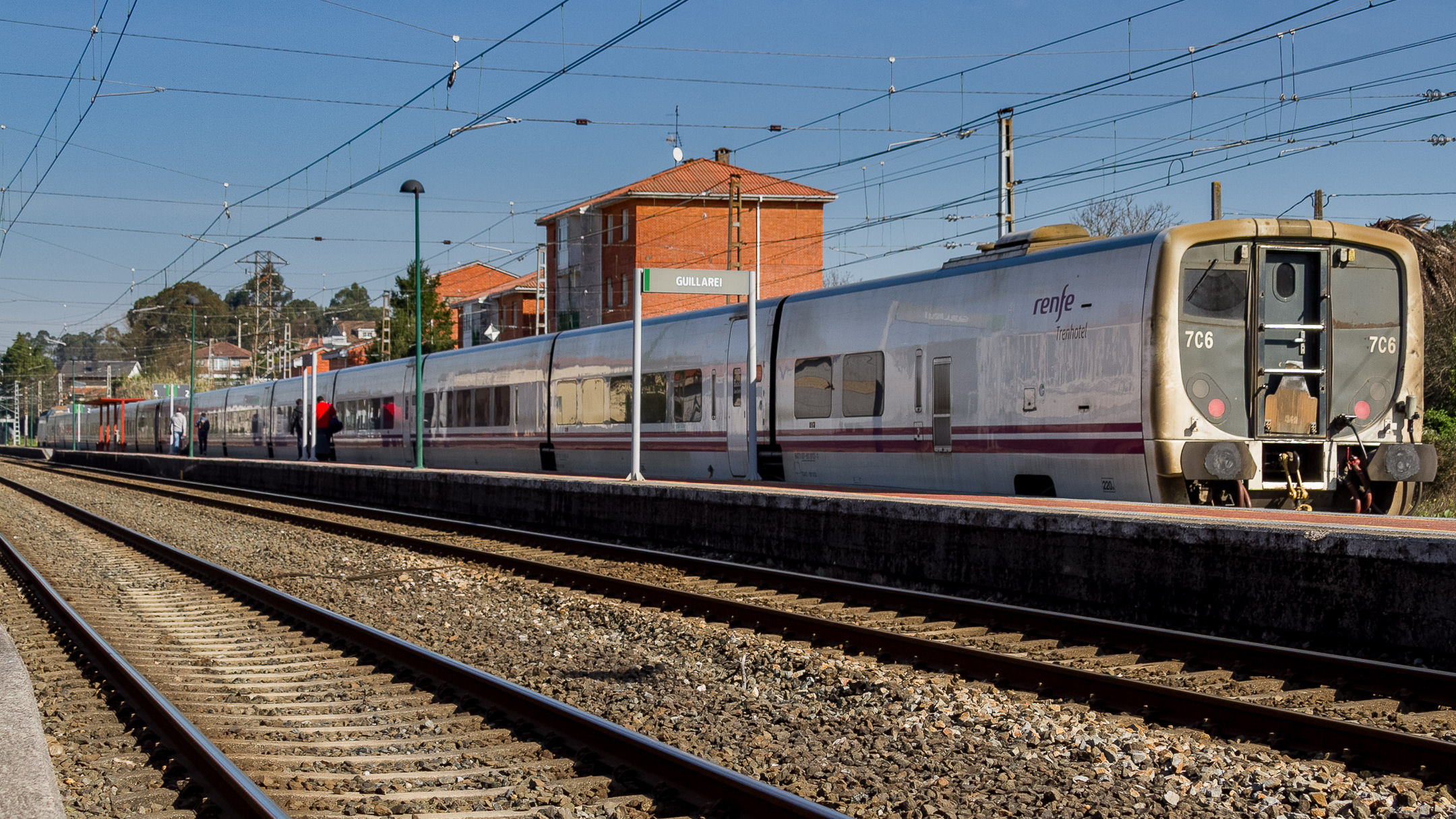
Il Trenhotel Galicia alla stazione di Guillarey

Il servizio è stato effettuato da treni di tipo Talgo e, nel caso di tratte da e per il Portogallo, il servizio veniva effettuato in cooperazione con la Comboios de Portugal. Fino al 2012 il servizio comprendeva anche tratte per l'Italia e la Svizzera e fino al 2013 per la Francia.
Nel 2020, a causa della pandemia di Coronavirus il servizio è stato sospeso. Terminata l'emergenza sanitaria, Renfe ha deciso di non riattivare il servizio, per questioni economiche. Il materiale notturno è stato convertito per servizi diurni.

## Composizione e caratteristiche
La composizione tipo di un Trenhotel è la seguente:
- una/due carrozze con posti a sedere classe 'Turista';
- una carrozza con cuccette classe 'Turista', con scompartimenti per quattro persone che includono un lavabo;
- un vagone letto classe 'Preferente' con scompartimenti per due persone che includono un lavabo;
- un vagone letto 'Gran Classe' con scompartimenti per due persone che includono un bagno completo di wc, doccia e lavabo;
- una carrozza ristorante / bar.

I Trenhotel erano adattati per percorrere tratte con scartamento iberico e, ad eccezione dei Talgo serie 6, non potevano né uscire dalla penisola iberica né utilizzare le linee dell'alta velocità spagnola. Erano omologati per la circolazione tra i 180 e 250 km/h (a seconda della serie) anche se in servizio non superavano i 200 km/h.

## Servizi
Prima della cessazione del servizio, i servizi attivi erano i seguenti:

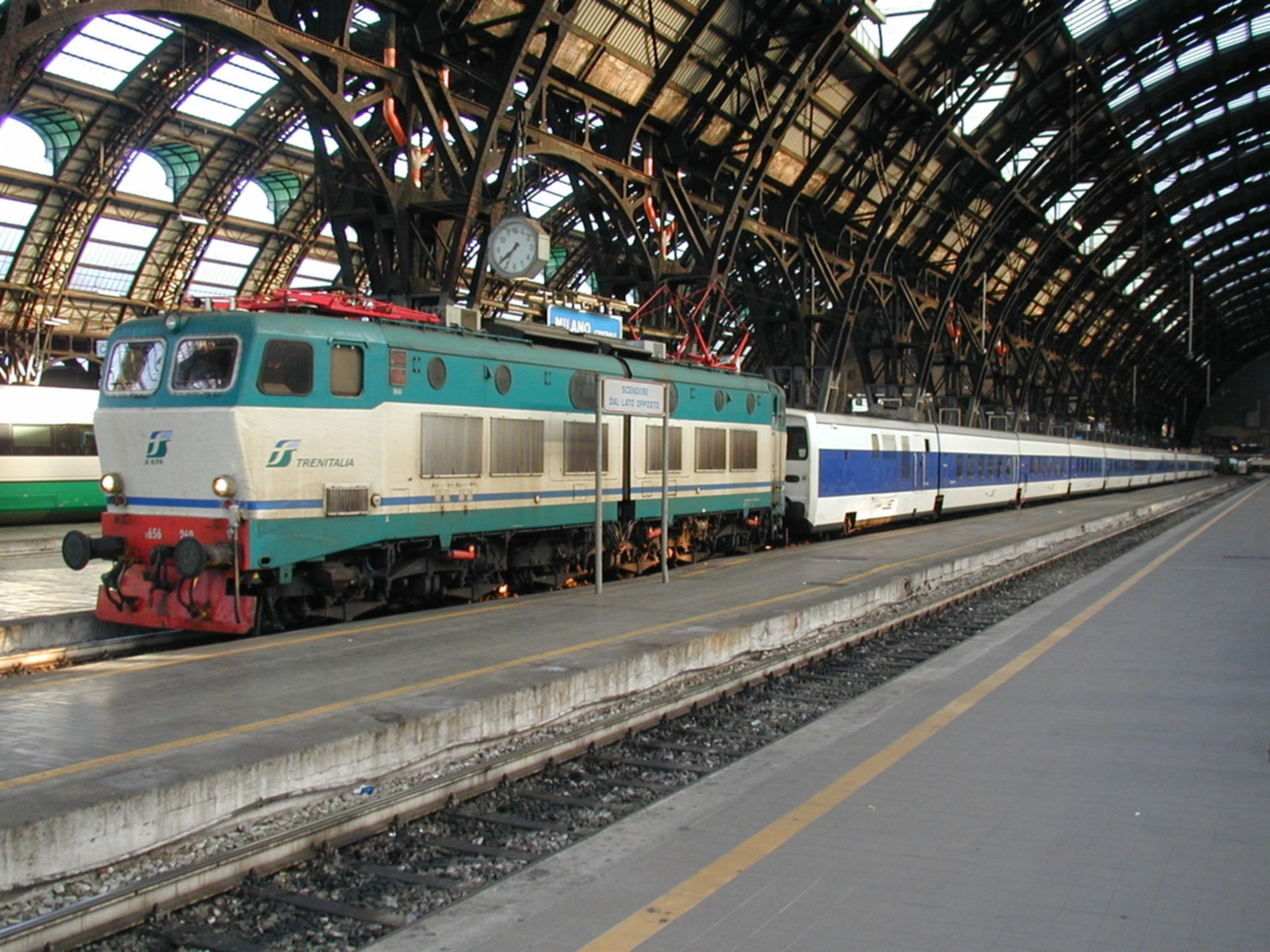
Il Trenhotel Salvador Dalí alla stazione di Milano Centrale nel 2007

| Nome treno                                   | Tratta                                     | Principali fermate                                                                           |
| -------------------------------------------- | ------------------------------------------ | -------------------------------------------------------------------------------------------- |
| Trenhotel Galicia (destinazione: La Coruña)  | Barcellona Sants - La Coruña San Cristóbal | Tarragona, Lerida, Saragozza, Logroño, Burgos, Palencia, León, Ponferrada, Lugo              |
| Trenhotel Galicia (destinazione: Vigo)       | Barcellona Sants - Vigo Guixar             | Tarragona, Lerida, Saragozza, Logroño, Burgos, Palencia, León, Ponferrada, Orense            |
| Trenhotel Rosalía de Castro                  | Barcellona Sants - La Coruña San Cristóbal | Tarragona, Lerida, Saragozza, Logroño, Ponferrada, Orense, Santiago di Compostela            |
| Trenhotel Rías Gallegas (destinazione: Vigo) | Madrid Chamartín - Pontevedra              | Avila, Zamora, Orense, Vigo                                                                  |
| Trenhotel Atlántico                          | Madrid Chamartín - Ferrol                  | Avila, Valladolid, Palencia, León, Ponferrada, Lugo, La Coruña,                              |
| Trenhotel Lusitânia                          | Madrid Chamartín - Lisbona Santa Apolónia  | Avila, Salamanca, Ciudad Rodrigo, Guarda, Coimbra                                            |
| Trenhotel Sud Express                        | Lisbona Santa Apolónia - Hendaye           | Coimbra, Guarda, Ciudad Rodrigo, Salamanca, Valladolid, Burgos, Vitoria, San Sebastián, Irun |

### Servizi soppressi in precedenza
Trenhotel Alhambra: Barcellona Sants - Granada
Trenhotel Antoni Gaudí: Madrid Chamartín - Barcellona Sants
Trenhotel Antonio Machado: Barcellona Sants - Cadice
Trenhotel Asturias / Pio Baroja: Barcellona Sants - Gijón
Trenhotel Francisco de Goya: Madrid Chamartín - Parigi Austerlitz
Trenhotel Gibralfaro: Barcellona Sants - Málaga María Zambrano
Trenhotel Joan Miró: Barcellona Estació de França - Parigi Austerlitz
Trenhotel Pau Casals: Barcellona Estació de França - Zurigo Centrale
Trenhotel Salvador Dalí: Barcellona Estació de França - Milano Centrale
Trenhotel Rías Gallegas (destinazione: La Coruña): Madrid Chamartín - La Coruña San Cristóbal